# A Dixie Mother (film 1910)
A Dixie Mother è un cortometraggio muto del 1910 diretto da Van Dyke Brooke. Di genere drammatico, ambientato ai tempi della guerra di Secessione, aveva come interpreti Florence Turner, Carlyle Blackwell, Norma Talmadge.

## Produzione
Il film fu prodotto dalla Vitagraph Company of America.

## Distribuzione
Il film - un cortometraggio in una bobina - fu distribuito dalla General Film Company e uscì nelle sale degli Stati Uniti il 17 dicembre 1910.